# 委内瑞拉国家图书馆
10°30′43″N 66°54′45″W / 10.5120°N 66.9124°W
委内瑞拉国家图书馆 (BN) (西班牙語：Biblioteca Nacional de Venezuela)，是委内瑞拉的书籍和报纸的中央存储库，有权获得在委内瑞拉印刷和出版的每本书（或其复制品）。它1833年在加拉加斯成立，至今拥有大约713万本藏书。